# Бутан на летних Олимпийских играх 1996
Бутан принимал участие в Летних Олимпийских играх 1996 года в Атланте (США) в четвёртый раз за свою историю, но не завоевал ни одной медали. Бутан участвовал в одном виде спорта — стрельбе из лука. Сборную страны представляли двое стрелков из лука: мужчина Джубзанг Джубзанг (знаменосец команды Бутана) и женщина Угьен Угьен (англ. Ugyen Ugyen)).